# Robert Thompson
Robert Thompson (28 de setembro de 1882 – 1974) foi um ciclista escocês que competiu nos Jogos Olímpicos de 1912.
Em Estocolmo 1912, Thompson fez parte da equipe escocesa que terminou na quarta posição no contrarrelógio por equipes. No contrarrelógio individual, foi o vigésimo quarto colocado.